# Bergsfjord
Bergsfjord es un pueblo del municipio de Loppa en la provincia de Finnmark, Noruega. Se localiza en la costa de Loppa, en el Bergsfjorden, y cerca de la isla de Silda. Sør-Tverrfjord está a 5 km al suroeste. El monte Svartfjellet se ubica a 6 km al este, en las cercanías del glaciar Svartfjelljøkelen.
La única manera de llegar a Bergsfjord es por ferry desde Sør-Tverrfjord y Øksfjord. La iglesia de Bergsfjord tiene su sede aquí.

## Historia
En el año 2013, la única factoría cerró.